# SnowRunner
SnowRunner — відеогра у жанрі симулятора бездоріжньої їзди, розроблена компанією Saber Interactive та видана Focus Entertainment. Була випущена 28 квітня 2020 року для Windows, PlayStation 4 та Xbox One, 18 травня 2021 року портована на Nintendo Switch, а 31 травня 2022 випущена для PlayStation 5 та Xbox Series.
Після виходу таких ігор, як Spintires та MudRunner, гра була анонсована як MudRunner 2 у серпні 2018 року. Через рік Focus Home та Saber Interactive представили гру під новою назвою — SnowRunner. У SnowRunner гравець керує позашляховиками, долаючи різні локації та виконуючи завдання. У грі представлено понад 60 різних транспортних засобів та понад 15 локацій. Значна частина контенту випускається у вигляді окремих доповнень. Спіноф-продовження гри під назвою Expeditions: A MudRunner Game було випущено 5 березня 2024 року.

## Ігролад
SnowRunner є симулятором бездоріжжя з відкритим світом, де завданням гравця є доставка вантажу, завершення будівельних проєктів та/або ремонтів на різних локаціях, пересуваючись по нерівній місцевості. Гра оснащена системою пошкоджень, в якій є як пошкодження на фізичній моделі, так і пошкодження, що відображаються через інтерфейс користувача. Події гри розгортаються в регіонах після того, як сталася певне стихійне лихо — природне, наприклад, повінь, або техногенне, наприклад, прорив трубопроводу. Кожна локація знаходиться в сільській місцевості в Північній Америці або Росії. Виконуючи завдання, гравець заробляє гроші, які можна витратити або на модернізацію своїх автомобілів, або на нові, кращі транспортні засоби. І те, і інше зазвичай полегшує гравцеві пересування місцевістю гри. По дорозі гравець стикається з опціональними тимчасовими завданнями, в яких винагорода за завершення стає вищою, чим швидше гравець їх виконує. Кожен регіон має власну історію, пов'язану з ним, як правило, з усуненням гравцем пошкоджень, спричинених катастрофою, що сталася в цьому регіоні.
У грі існує можливість естетичних і механічних налаштувань, починаючи від зміни кольору транспортного засобу гравця, закінчуючи зміною типу шин на машині або встановленням додаткового обладнання на раму. SnowRunner має великий вибір вантажівок, таких як Chevrolet Kodiak і БАЗ-69092; вантажівки, які можна зустріти в північноамериканських або російських регіонах, відповідають своїм локаціям. Російські вантажівки зазвичай мають назви, що відрізняються від реальних, в той час як північноамериканські вантажівки офіційно ліцензовані. Механічні поліпшення вантажівок зазвичай вимагають від гравця досягнення певного рівня прогресу, перш ніж він зможе їх придбати та встановити. Завантажуваний контент (DLC), доступний для гри, включає в себе пакети скінів, розширення мап і додаткові транспортні засоби.

## Розробка
SnowRunner створена на тому ж рушії, розробленому Павлом Заґрєбєльним, що і MudRunner. Під час розробки SnowRunner Заґрєбєльний працював здебільшого як консультант, а не приймав рішення щодо ігрового процесу.

## Сприйняття
| Агрегатор  | Оцінка                                         |
| ---------- | ---------------------------------------------- |
| Metacritic | PC: 82/100 PS4: 81/100 XONE: 81/100 NS: 75/100 |

| Видання        | Оцінка |
| -------------- | ------ |
| IGN            | 8/10   |
| Jeuxvideo.com  | 16/20  |
| Nintendo Life  | 7/10   |
| PC Gamer (США) | 83/100 |

Гра отримала «загалом позитивні» відгуки згідно з оцінками агрегатора рецензій Metacritic. Деякі критики високо оцінили візуальну складову та темп гри. До липня 2020 року було продано понад мільйон копій гри. До травня 2021 року було продано понад 2 мільйони копій.